# Osservatorio astronomico della Montagna pistoiese
L'osservatorio astronomico della Montagna Pistoiese è un osservatorio situato a 1000 m di altitudine sulla Montagna Pistoiese, e più precisamente nel comune di San Marcello Piteglio, in Toscana. È stato realizzato nel 1990 ed è gestito dal G.A.M.P. (Gruppo Astrofili della Montagna Pistoiese), fondato nel 1981 da Luciano Tesi., e dal Comune di San Marcello Piteglio.

## Storia
Negli anni 70 sulla montagna pistoiese un attivo gruppo di appassionati di astronomia divulgava la propria passione a livello locale, tenendo lezioni nelle scuole e organizzando conferenze, nel dicembre del 1980 venne organizzata una serie di tre incontri che si svolsero tutti nella stessa giornata in tre luoghi diversi, risvegliando un interesse nella popolazione. Da questo ristretto gruppo di appassionati nacque il 18 aprile 1981 il G.A.M.P.. 
I primi passi per la realizzazione dell'osservatorio vengono fatti nel 1982 quando vari enti pubblici si dichiarano interessati e disponibili a collaborare. Decisiva per la realizzazione dell'osservatorio fu inoltre una lettera dell'allora presidente della SAIT Giuseppe Tagliaferri con la quale si dichiaravano disponibili a patrocinare la costruzione e fornire tutte le consulenze necessarie. Il sito di Pian de' Termini venne scelto dopo un sopralluogo del 1987 eseguito insieme al prof. Righini dell'Università degli studi di Firenze in quanto riparato dal vento, non disturbato da luci notturne e facilmente raggiungibile percorrendo la strada asfaltata.  Dopo un lungo dibattito venne acquistato un Newton-Cassegrain da 40 cm e nel febbraio del 1990 vennero ultimati i lavori per la realizzazione della cupola nella quale alloggiarlo. 
Il 25 marzo 1990 l'osservatorio venne inaugurato ufficialmente, alla cerimonia presenziò anche Margherita Hack. L'11 agosto 1994 venne scoperto il primo pianetino (7481) che in seguito venne chiamato "San Marcello". Qualche giorno dopo venne scoperto anche un altro pianetino (15817) ribattezzato "Lucianotesi" che fu il primo NEO (asteroide la cui traiettoria si avvicina pericolosamente alla Terra) scoperto in Italia.  Nel 2003 venne inaugurata anche la seconda cupola nella quale venne alloggiato un nuovo telescopio da 60 cm. L'8 agosto 2015 è stato inaugurato anche il "parco delle stelle", il giardino didattico situato nei pressi dell'osservatorio nel quale sono state installate opere dell'artista Silvio Viola e nel quale è possibile effettuare il trekking planetario.

## Strumentazione
L'osservatorio è dotato di due cupole metalliche di 5 m di diametro ospitante due telescopi riflettori in configurazione Newton-Cassegrain del diametro di 60 cm l'uno e 40 cm l'altro. Recentemente l'osservatorio si è dotato di un telescopio solare con filtro H-alfa che consente di osservare le protuberanze del Sole. Tra la strumentazioni utilizzate dall'osservatorio si annoverano anche due telecamere esterne e una telecamera con ripresa a 360° per la ricerca sui bolidi.

## Attività
L'osservatorio, oltre ad attività didattiche con le scuole, svolge regolarmente attività scientifiche. Partecipa regolarmente a campagne di osservazioni di occultazioni, comunicando le misurazioni al Minor Planet Center. Le attività scientifiche hanno portato alla scoperta di alcuni corpi celesti, tra cui diversi asteroidi.  della fascia principale, come ad esempio 309704 Baruffetti e 364264 Martymartina, scoperti da Luciano Tesi e Giancarlo Fagioli e una stella variabile W Ursae Majoris, 2MASS J00211826+4233.  L'osservatorio è stato inoltre coinvolto nella scoperta dell'anello che circonda il pianeta Haumea. Le osservazioni guidate da Paolo Bacci, uno tra i quattro responsabili della sezione asteroidi dell'Unione Astrofili Italiani, nell'ambito della campagna osservativa promossa da Josè Luis Ortiz dell'Astrophysics of Andalusia (IAA-CSIC) sono state fondamentali per determinare la presenza dell'anello.